# Keegan Daniel
Pour les articles homonymes, voir Daniel.
Pas d'image ? Cliquez ici

a Compétitions nationales et continentales officielles uniquement.

b Matchs officiels uniquement.
Dernière mise à jour le 22 juillet 2018.
Keegan Rhys Daniel, né le 5 mars 1985 à Humansdorp, est un joueur sud-africain de rugby à XV évoluant au poste de troisième ligne aile. Il joue avec l'équipe d'Afrique du Sud de rugby à XV entre 2010 et 2012. Il évolue l'essentiel de sa carrière en club avec les Sharks en Super Rugby et avec les Natal Sharks dans la Currie Cup.

## Palmarès
- Finaliste du Super 15 en 2007 et 2012
- Vainqueur de la Currie Cup en 2008 et 2009
- Finaliste de la Currie Cup en 2011

## Statistiques en équipe nationale
- 4 sélections
- Sélections par année : 1 en 2010, 3 en 2012